# Mumsy, Nanny, Sonny and Girly
Mumsy, Nanny, Sonny, and Girly, i Nordamerika kallad Girly , är en brittisk film från 1970 i skräckkomedigenren. Den är baserad på en pjäs av Maisie Mosco, Happy Family och är en allegori över kärnfamiljens fall.
Huvudfigurerna är en rik familj på en stor egendom ute på Englands landsbygd: Mumsy (modern, spelad av Ursula Howells), Nanny (barnflickan, spelad av Pat Heywood), Sonny (sonen, spelad av Howard Trevor), och Girly (dottern, spelad av Vanessa Howard).